# Static Impulse
Static Impulse é o segundo álbum do cantor James LaBrie, lançado em 2010.

## Faixas
1. "One More Time"
2. "Jekyll or Hyde"
3. "Mislead"
4. "Euphoric"
5. "Ove The Edge"
6. "I Need You"
7. "Who You Think I Am"
8. "I Tried"
9. "Just Watch Me"
10. "This Is War"
11. "Superstar"
12. "Coming Home"